# Hymne à l'Univers
Hymne à l'Univers est une pièce pour orgue d'André Jolivet. Composée en 1961, elle est créée en l'église Saint-Pierre de Montrouge à Paris le 12 mars 1963 par Jean-Jacques Grunenwald.

## Présentation
En épigraphe de la partition d'Hymne à l'Univers, André Jolivet inscrit une citation de Pierre Teilhard de Chardin : « Rien n'est précieux que ce qui est toi dans les autres et les autres en toi ».
L’œuvre est composée en 1961 et créée le 12 mars 1963 par l'organiste Jean-Jacques Grunenwald au cours d'un concert organisé par les Amis de l'orgue en l'église Saint-Pierre de Montrouge à Paris.
La composition aborde le dialogue entre les hommes et l'univers, entre ésotérisme et sauvagerie, entre Orient et Occident. Elle est ainsi conçue « selon une série de plages d'aspects variés [et] combine polymélodies complexes aux touches rapides (souvent en trio), cascades de mixtures, séquences rythmiques, danses rituelles, toccatas agitées et motifs à la manière de Varèse (intervalles éclatés autour d'une note pivot) ».
La durée moyenne d'exécution d'Hymne à l'Univers est d'environ 15 minutes.

## Enregistrements
- Daniel Roth, Grand orgue Dunand de la basilique Saint-Victor de Marseille, éditions Arion, 1973/1980- 1996.